# Microsoft
Microsoft és una empresa multinacional d'informàtica que va ser fundada el 1975 als Estats Units, on encara hi té la seu principal. El nom de Microsoft és l'acrònim de Microcomputer Software.
Desenvolupa, manufactura, llicencia i dona suport de programari per a computadors personals, servidors, dispositius electrònics i serveis. Els seus productes més coneguts són el sistema operatiu Microsoft Windows, la suite ofimàtica Microsoft Office i els navegadors d'Internet, Internet Explorer i Edge. Els seus productes bandera de maquinari són les consoles de videojocs Xbox i la línia de tauletes digitals Microsoft Surface. Fins a l'any 2016 va ser la companyia de programari més gran del món, si es tenen en compte els seus ingressos i, a més, una de les més valuoses del mercat mundial.
Microsoft va ser fundada per Paul Allen i Bill Gates el 4 d'abril de 1975 per desenvolupar i comercialitzar intèrprets de BASIC pel Altair 8800, un microordinador dissenyat el 1974 i basat en el processador Intel 8080. A mitjan anys 1980, va arribar a dominar el mercat dels sistemes operatius per a computadors personals amb MS-DOS, èxit que va continuar amb Microsoft Windows.
L'oferta pública inicial d'accions del 1986 i la pujada del preu de l'acció, va crear tres multimilionaris i uns 12.000 milionaris, majoritàriament empleats de Microsoft. Des de la dècada de 1990 s'ha diversificat anant més enllà del mercat de sistemes operatius i ha realitzat una sèrie d'adquisicions corporatives. D'aquestes, la més gran va ser la compra de la xarxa social per a professionals LinkedIn per 26.200 milions de dòlars el desembre de 2016. Abans havia adquirit el sistema de comunicació sobre protocol d'Internet Skype Technologies per 8.500 milions de dòlars el maig de 2011.

## Història

### 1975–1985: Fundació
Microsoft va ser el proveïdor de la versió del llenguatge BASIC (Beginners All-purpose Symbolic Instruction Language) per a la computadora personal MITS Altair. La seva era una adaptació del llenguatge creat el 1964 per John G. Kemeny i Thomas E. Kurtz del Dartmouth College.
Seguint el llançament de l'Altair 8800, Bill Gates, com a director gerent de Microsoft, va cridar als creadors del nou microordinador Micro Instrumentation and Telemetry Systems (MITS), oferint una implementació del llenguatge de programació BASIC per al sistema. Després de la demostració, MITS va accedir a distribuir Altair BASIC. Gates va deixar la universitat Harvard, traslladant-se a Albuquerque, Nou Mèxic, on el MITS estava establert, i va fundar, al costat de Paul Allen, Microsoft el 1975. La primera oficina internacional de la companyia es va obrir l'1 de novembre de 1978 al Japó, sota el nom de "ASCII Microsoft" (actualment coneguda com a Microsoft Japan). L'1 de gener de 1979, Microsoft es va traslladar a Bellevue, a Washington. L'11 de juny de 1980, Steve Ballmer, qui substituiria anys després a Bill Gates com a segon CEO de Microsoft, es va unir a la companyia.
Els primers productes de Microsoft després de la seva fundació, a part dels intèrprets BASIC, serien compiladors de COBOL i Fortran.
El primer sistema operatiu que la companyia va llançar al públic va ser una variant d'Unix l'any 1979. Adquirit d'AT&T a través d'una llicència de distribució, Microsoft li va sobrenomenar Xenix, i va llogar l'empresa Santa Cruz Operation per adaptar el seu sistema operatiu a importants plataformes. Xenix va ser cedit a Santa Cruz Operation, que va adaptar el sistema per a microprocessadors 80286 en 1985, sota el nom de SCO UNIX.
Posteriorment Microsoft va aconseguir l'encàrrec de fer un sistema operatiu per a la llavors omnipotent IBM. Per aconseguir-ho, el 1981 Microsoft va adquirir els "drets d'autor" del sistema operatiu Quick and Dirty D.O.S o QDOS, per 50,000 USD ii va contractar el seu autor, Tim Paterson, perquè treballés 4 dies a la setmana amb l'objectiu de fer "alguns canvis" per poder "transformar" el sistema. Aquest mateix producte "millorat" per Microsoft, va ser venut a la IBM Corporation, sota el nom de PC-DOS i Microsoft es va reservar el dret de poder comercialitzar-lo per a d'altres plataformes sota el nom de MS-DOS.
DOS (Disk Operative System, Sistema operatiu de disc en anglès) va ser el sistema operatiu que va portar a la companyia al seu primer èxit. L'agost de 1981, després d'unes negociacions fracassades amb Digital Research, IBM va acordar amb Microsoft proveir d'una versió d'un sistema operatiu CP/M, el qual anés pensat per al PC d'IBM. Per a aquesta idea, Microsoft va comprar a Seattle Computer Products un clon de CP/M anomenat 86-DOS, el qual IBM va reanomenar PC-DOS. Posteriorment, el mercat va presenciar una inundació de clons del PC d'IBM després que Columbia Data Products clonés reeixidament la BIOS de l'IBM. Per un màrqueting agressiu de MS-DOS cap als fabricants de clons de l'IBM-PC, Microsoft es va elevar des d'un petit competidor fins a arribar a ser un dels principals oferents de programari per a computadores personals de la indústria. La companyia es va expandir cap a nous mercats amb el llançament del Ratolí de Microsoft el 1983, producte que no va ser fabricat originalment per ells. També cal destacar la creació d'una divisió encara operativa anomenada Microsoft Press, que és el braç editorial de Microsoft.

### 1985–1995: OS/2 i Windows
El 18 de novembre de 1985 va sortir al mercat el primer sistema operatiu Windows anomenat Windows 1.0 que era un senzill llançador de programes. Més tard va començar el primer programari integral d'ofimàtica anomenat Works que comptava amb un processador de text i un full de càlcul que competia amb el Lotus 1-2-3 i el WordPerfect.
Més tard va sortir el paquet informàtic Office que al principi només hi contenia Word i Excel. El sistema operatiu OS2 va ser encarregat per IBM. Els constants retards en el desenvolupament van portar els dirigents d'aquesta entitat i Bill Gates i Steve Jobs van trencar les seves relacions comercials el maig de 1991.
A partir d'aquell moment va començar una prova de força entre un sistema que s'anomenà Windows 3.1 propietat de la casa i el OS2 de la IBM. La gestió de la memòria estesa a partir d'1 Mb, que va arribar amb els processadors Intel 80386, va ser la clau per fer-lo incompatible amb OS2. Aquest també va ser el tret de sortida pel desenvolupament dels futurs sistemes operatius basats en la tecnologia del microkernel imitant els nuclis dels Unix que esdevingué NT (acrònim de New Technology). Els usuaris volien la facilitat d'utilització del Windows en els seus PC i com que eren incompatibles Windows esdevingué popular.
L'octubre de 1992 amb el llançament de la versió 3.11 anomenada WfW (acrònim de Windows for Workgroups) va entrar amb força al mercat de les xarxes, fins llavors dominat per Novell, amb un protocol propietari anomenat NETBIOS molt senzill de gestionar. El novembre del mateix any va sortir la primera versió de la base de dades relacional Access que va incloure el paquet Office per competir amb dBase. El 27 de juliol de 1993 va sortir el primer Windows NT 3.1 versió servidor amb una UI (acrònim de User Interface) quasi idèntica.

### 1995–2005: Internet i problemes legals
El 24 d'agost de 1995 va sortir una nova versió anomenada Windows 95 que va ser venuda a més d'un milió d'unitats en 4 dies. Incloïa la gestió avançada de fitxers i programes en 32 bits. Es va fer servir per primera vegada la tecnologia de WoW (acrònim de Windows over Windows) que permetia tenir en execució els programes de la generació precedent (16 bits) sense pèrdua de rendiment. Va començar a implementar l'IE de manera obligatòria per a certes funcions de Windows per així poder competir amb el Netscape, finalment Microsoft va guanyar la batalla a Netscape, encara que anys més tard li sortiria un altre navegador, el Firefox.
Per haver sigut tan astuta en eliminar els seus competidors, el 1998 començaren tota mena de problemes amb la justícia. Primer als Estats Units amb el Departament de Justícia on va arribar a un acord oferint una versió OEM (acrònim d'Original Equipement Manufacturer) de Windows 95 sense el navegador instal·lat. El juny del mateix any va arribar Windows 98 amb l'Internet Explorer incorporat. El mes següent Bill Gates va nomenar president de la companyia a Steve Ballmer, fins aleshores vicepresident executiu, i aquest es va fer càrrec de les activitats empresarials.
El 1999 van tenir problemes judicials i va ser condemnat a pagar 5.000 milions de dòlars a AT&T Corp per fer servir el Windows CE en els mòbils. Aquest mateix any va sortir la versió Windows 2000. Steve Ballmer va reemplaçar com CEO a Bill Gates (qui és anomenat Chief Architect) el gener de l'any 2000, i va desenvolupar una estratègia enfocada en els dispositius i els serveis. Això va començar amb l'adquisició de Danger Inc. el 2008, entrant al mercat de la producció de computadors personals per primera vegada al juny de 2012 amb el llançament de la línia de tablets Microsoft Surface; i la conformació més endavant de Microsoft Mobile mitjançant l'adquisició de la divisió de dispositius i serveis de Nokia. Des que Satya Nadella es va convertir en el CEO el 2014, la companyia ha reduït la seva èmfasi en el maquinari i s'ha enfocat en la computació en el núvol, un moviment que ha fet que les accions de la companyia arribin al seu valor més alt des de desembre de 1999.
El 25 d'octubre del 2001 va sortir la versió XP (acrònim d'eXPerience) amb la incorporació d'un sistema d'activació amb un codi personalitzat per així intentar disminuir el pirateig. També en el mateix any entrà al mercat de les consoles amb la Xbox. El 28 de març del 2003 va sortir el Windows Server 2003 i una revisió de seguretat molt profunda pel XP anomenada SP2. Aquest mateix any es desenvolupà conjuntament amb AMD un joc d'instruccions complementàries al x86 que s'anomena AMD64 i que conté 1 bit de memòria per eliminar la possible execució una espècie de cuc informàtic. El 2004 va sortir el primer sistema operatiu en 64 bits que va ser el Server 2003 SP1 i una versió del XP anomenada XP Media Center Edition que tenia més funcions de multimèdia.

### 2006–present: Vista i altres transicions

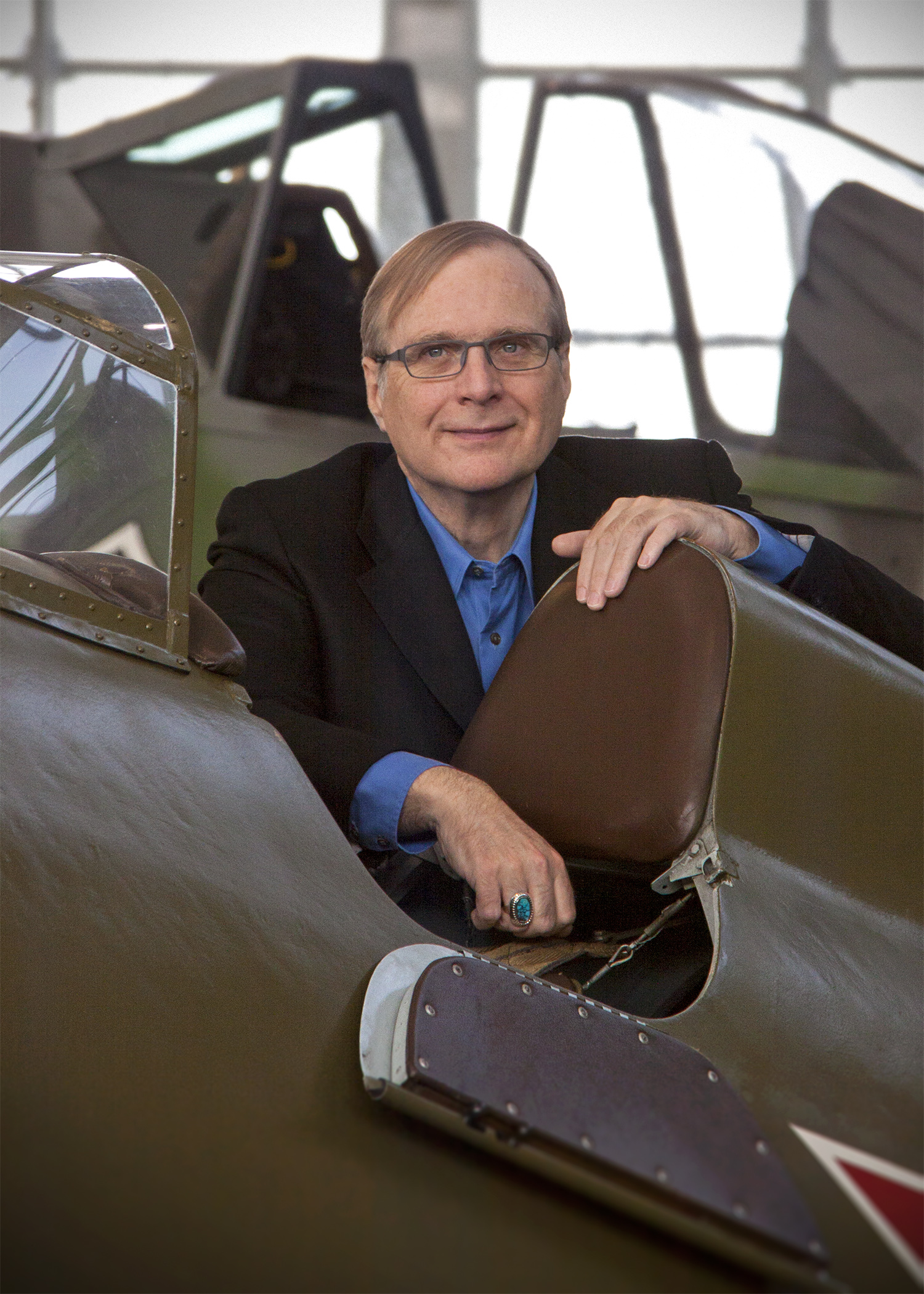
Paul Allen, cofundador de Microsoft.

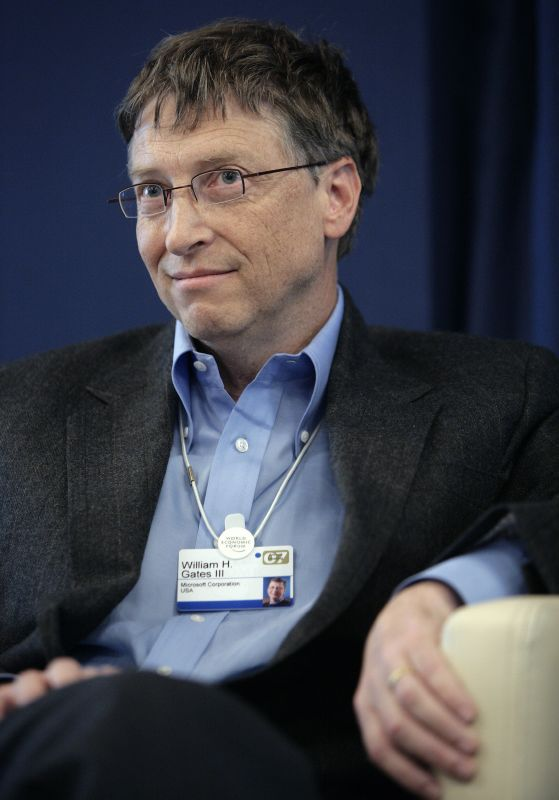
Bill Gates en el Fòrum Econòmic Mundial, el 2007.

El 2005 també va llançar el motor de cerca conegut com a MSN Search per competir amb Google que més tard es va dir Bing. El febrer del 2006 va sortir la versió Server 2003 R2 amb versions de 32 bits i 64 bits. Va arribar el Windows Vista i tot un seguit d'aplicacions Windows Live. No va ser molt popular entre els usuaris i va ser ràpidament reemplaçat pel Windows 7. Aquest si que es va tornar molt popular. Després van venir el Windows 8 i el 8.1. Aquests no van ser molt populars i va seguir el Windows 10.
Microsoft sempre ha tingut demandes per monopoli, però aquesta vegada les va tenir amb la Unió Europea, i va ser multat amb 500 milions de € i obligat a comercialitzar una versió sense el Windows Media Player i el IE incorporat.
El juliol de 2014 l'empresa va anunciar que faria fora 18.000 treballadors, per digerir la compra de Nokia.

#### 2006 fins a 2010: Windows Vista, Windows 7 i Windows Phone
L'any 2006, Bill Gates va anunciar l'inici d'un període de transició, el seu lloc de Cap d'Arquitectura de Programari podria ser ocupat per Ray Ozzie, encara que romandria com a president de la companyia, al capdavant de la Junta Directiva i com a conseller en els projectes claus.
Després de nombrosos retards, el 29 de gener del 2007 la companyia llança oficialment Windows Vista. Es van treure al mercat 6 edicions diferents:

Diferents versions de Windows Vista

- Home Basic: Pensada per a llars i usuaris amb necessitats bàsiques.[16]
- Home Premium: Pensada per a llars, porta una nova interfície, Windows Aero, amb efectes visuals millorats i un escriptori 3D amb la utilitat Windows Flip 3D, noves tecnologies de diagnòstic i millora del rendiment del sistema.[17]
- Business: Pensat per a petites empreses.[18]
- Ultimate: Combina les característiques de l'edició Home Premium i l'edició Business.[19]
- Enterprise: Ideada per a grans empreses que operin en xarxes globals, inclou una major compatibilitat amb aplicacions i diferents idiomes, així com Windows BitLocker per a la protecció de dades.[20]
- Starter: Pensat per a usuaris principiants, és l'edició menys completa de totes i la més simple. S'inclou en equips de baix cost i no es comercialitza en la Unió Europea, Estats Units, Japó i Austràlia.[21]

A aquestes edicions cal sumar-los les etiquetades com a N, que solament es distribueixen a Europa i que no inclouen el reproductor de Windows Mitjana. en general, la seguretat ha millorat respecte a Windows XP, amb eines com la protecció de seguretat dinàmica i Windows Defensar. A més, Vista inclou un control parental d'accés a internet. Quant a les fallades de seguretat, en els primers 6 mesos s'han detectat menys fallades en Vista que en altres sistemes com a XP.
Juntament amb Windows Vista, va sortir a la venda la nova versió de la suite ofimàtica de la companyia, Microsoft Office 2007. Entre les seves novetats està la interfície Ribbon, que substitueix les barres d'eines i menús per pestanyes.
L'1 de febrer del 2008, Microsoft va anunciar la seva intenció de comprar a un dels seus majors competidors, Yahoo, per 44.600 milions de dòlars en efectiu o 31 dòlars per acció. Aquesta oferta, arriba en moments difícils per Yahoo, que recentment va anunciar l'acomiadament del 7% de la seva plantilla per intentar reestructurar l'empresa. Des de Yahoo, s'ha indicat l'estudi de l'oferta per part de l'Adreça de l'empresa. Poc després, Yahoo va decidir no acceptar la proposta per considerar que l'oferta de Microsoft "subvalora enormement a Yahoo".

#### Acord Yahoo!-Microsoft
Per derrotar a Google i després d'un fracassat intent de compra de Yahoo! per part de Microsoft en una OPA per un valor de 44.600 milions de dòlars, Les companyies van anunciar un acord de 10 anys pel què Microsoft rebria un permís exclusiu per integrar les tecnologies de cerca de Yahoo!, i també podria utilitzar-la per a les seves pròpies plataformes de cerca, Bing seria el motor de cerca exclusiu dels llocs de Yahoo! però aquest últim mantindrà l'administració de les publicitats relacionades, sense que la cerca realitzada en Yahoo! es redirigeixi a Bing, i Yahoo de totes maneres conservava la seva experiència d'usuari en les seves propietats, inclosa la cerca, però els usuaris veurien la "Powered by Bing" en el fons dels resultats de cerca. En maig de 2010, Apple va desbancar Microsoft com l'empresa tecnològica amb més valoració bursària.

#### 2011 a 2014:Rebranding, Windows 8, Surface i Mojang
Seguit del llançament dels telèfons intel·ligents amb sistema operatiu Windows, Microsoft es va enfocar en un canvi d'imatge dels seus productes des del 2011 al 2012; el logo de la companyia, productes, serveis i el lloc web de Microsoft van adoptar els principis i conceptes del llenguatge de disseny Metro. El juny de 2011 en la conferència anual de Taiwan Computex Microsoft va mostrar al públic la seva nova versió de Windows, un sistema operatiu dissenyat per a computadors d'escriptori, portàtils i tauletes. Una versió per a desenvolupadors (Developer Preview) va ser llançada al setembre 13 del mateix any i el 31 de maig de 2012 va ser llançada la versió de prova.
Pel 26 d'octubre de 2012, Microsoft va llançar Windows 8 juntament amb Microsoft Surface. A l'any següent va llançar una gran actualització del sistema: Windows 8.1.
En 2013, la Comissió Europea va multat Microsoft amb 561 milions d'euros per no oferir als usuaris la possibilitat de triar el navegador web en iniciar la sessió a Europa entre maig de 2011 i juliol de 2012, incomplint un compromís vinculant que havia assumit el 2009.
El 15 de setembre de 2014, Microsoft va adquirir Mojang, (empresa creadora del popular joc Minecraft) per 2,500 milions de dòlars.

#### 2015: Unificació i Windows 10
En aquest any Microsoft, amb ajuda d'usuaris avançats anomenats Insiders, van llançar l'última versió de la seva línia de sistemes operatius. Aquesta versió es diu Windows 10, que segons Microsoft és la millor versió desenvolupada. El nou sistema va ser distribuït de franc a usuaris amb llicències originals i OEM de Windows 7, Windows 8 i Windows 8.1 igual que als usuaris Insiders.
El nou Windows porta noves novetats, com el són Cortana, el nou explorador Microsoft Edge i la combinació de l'entorn gràfic de Windows 7 i Windows 8 anomenat Continuum. A més, el sistema està unificat per al funcionament en totes les plataformes com Windows Phone, Xbox, tabletas i els futurs HoloLens.
Segons Microsoft, Windows 10 es considera com un servei i no com una versió més. A partir del seu llançament, Microsoft durà a terme petites actualitzacions, les quals faran modificacions al sistema. El nou sistema es designa com la versió final de Windows, encara que actualment no s'ha donat cap tipus d'informació sobre el desenvolupament d'algun nou sistema operatiu.

#### Informàtica al núvol i intel·ligència artificial
El juliol de 2017, Microsoft anuncia una reestructuració de 3000 acomiadaments per centrar-se en els serveis de gestió de dades i abandonar definitivament el sistema operatiu per a dispositius mòbils. Per un breu període en 2018 Microsoft va avançar a Apple per convertir-se en l'empresa cotitzada en borsa més valuosa del món impulsada per la seva transformació en una empresa d'informàtica al núvol.
Microsoft va fer una inversió inicial de mil milions de dòlars a OpenAI el 2019 i una segona en 2021, que va desenvolupar ChatGPT, per intentar situar-se al centre de l'auge de la intel·ligència artificial, on va ubicar els millors talents de la indústria, com un cofundador de la filial Deepmind AI de Google, Mustafa Suleyman, i un cofundador de la startup Inflection AI i diversos dels seus empleats.
La companyia tenia uns 20 milions de clients de la seva aplicació de xat i vídeo Microsoft Teams el 2019, abans que comencés la pandèmia de COVID-19, i el nombre d'usuaris s'havia disparat en 2023 fins als 300 milions d'usuaris. La queixa de plataforma de missatgeria Slack en 2020 per l'enllaç de Teams amb la seva suite Office 365 va desencadenar una investigació de la comissió europea que va concloure que Microsoft tenia una posició dominant a tot el món al mercat del programari com a servei professional perjudicant els productes dels rivals individualment.
El 19 de juliol de 2024 Windows va veure's afectat per una actualització defectuosa del programari de l'empresa de ciberseguretat CrowdStrike causant una fallada informàtica global que va provocar el caos als aeroports, bancs, serveis sanitaris i empreses de tot el món després que una actualització de programari defectuosa desencadenés la interrupció informàtica més gran de la història.

## Altres productes
Al costat de Windows i Office, Microsoft compta amb una àmplia gamma de productes entre els quals destaquen:
- Microsoft Quantum Development Kit, llenguatge de programació en Q#.
- Biztalk Server: Automatització i gestió de processos empresarials.[41]
- Exchange: Servidor de correu electrònic que inclou a més un servei de missatgeria i un calendari. Una de les seves característiques més importants és la seva integració amb Microsoft Office.[42]
- Internet Security and Acceleration Server (ISA): Servidor firewall corporatiu, multicapa i caché.[43]
- Operations Manager: Monitoratge de sistemes Windows Server i aplicaciones.net.[44]
- Sharepoint Portal Server: Integrada en Office, proporciona eines per a la col·laboració, administració de contingut i implementació de processos empresarials.[45]
- SQL Server: Plataforma de base de dades que ofereix eines d'administració de dades empresarials.[46]
- Systems Management Server: Gestió de sistemes (inventaris, control remot, distribució de programari...).[47]
- Microsoft Project: Administrador de projectes empresarials.[48]
- Microsoft Security Essentials: Antivirus gratuït, coneguda anteriorment com a Morro.
- Microsoft Visual Studio, que inclou Visual Basic, Visual C++, Visual C#, Visual J#… Proporciona eines per a desenvolupadors d'aplicacions informàtiques.[49]
- Microsoft Internet Explorer: Navegador Web, compta amb versions per als Sistemes Operatius Windows, Apple Macintosh i Solaris Unix.[50]
- Microsoft Xbox (i els seus successors Xbox 360 i Xbox One): Videoconsola de sisena, setena i vuitena generació respectivament.
- Microsoft PixelSense: Permet el maneig de continguts digitals amb els moviments de les mans.
- Skype: Permet realitzar trucades VoIP, cridades i Videollamada. Disponible per a mòbils, tabletas i ordinadors.[51]
- Campaign Cloud: Plataforma construïda amb la computació del núvol per a campanyes polítiques en línia.
- Power BI: Eina d'analítica empresarial.

### Productes descatalogats
- Zune: Reproductor de música digital.
- Windows Live Messenger: Client de missatgeria instantània, anteriorment anomenat Windows MSN Messenger.[52]
- Microsoft Encarta Enciclopèdia electrònica, que es distribueix tant des d'una web com des d'un programa.[53][54]
- Windows Phone va ser substituït per Windows 10 Mobile: Sistema operatiu per a telèfons intel·ligents i PDAs.[55]
- Microsoft Works: Proporciona eines de productivitat casolana, inclou un editor de text, un full de càlcul, un gestor de bases de dades i un planificador de projectes.[56]
- Microsoft Digital Image: Programa de retoc fotogràfic.[57]

## Divisions

### Divisió deRetaili Consum
La Divisió de Retail i Consum (en anglès, Platform Products and Services Division) produeix el producte estavella de la companyia, Windows. A més, és l'encarregada del servei MSN.
També desenvolupa Microsoft Visual Studio, el conjunt d'aplicacions i eines de programació de la companyia. El producte es caracteritza per la seva fàcil unió amb les APIs de Windows, encara que ha de ser configurat especialment en el cas que sigui usat amb llibreries que no són de Microsoft. La versió actual és Visual Studio 2012. La versió anterior, Visual Studio 2010 va tenir un gran desenvolupament respecte als seus predecessor, Visual Studio.net 2003, nomenat posteriorment a .NET initiative, una iniciativa de Màrqueting que cobreix un conjunt de tecnologies.

### Divisió deBusiness

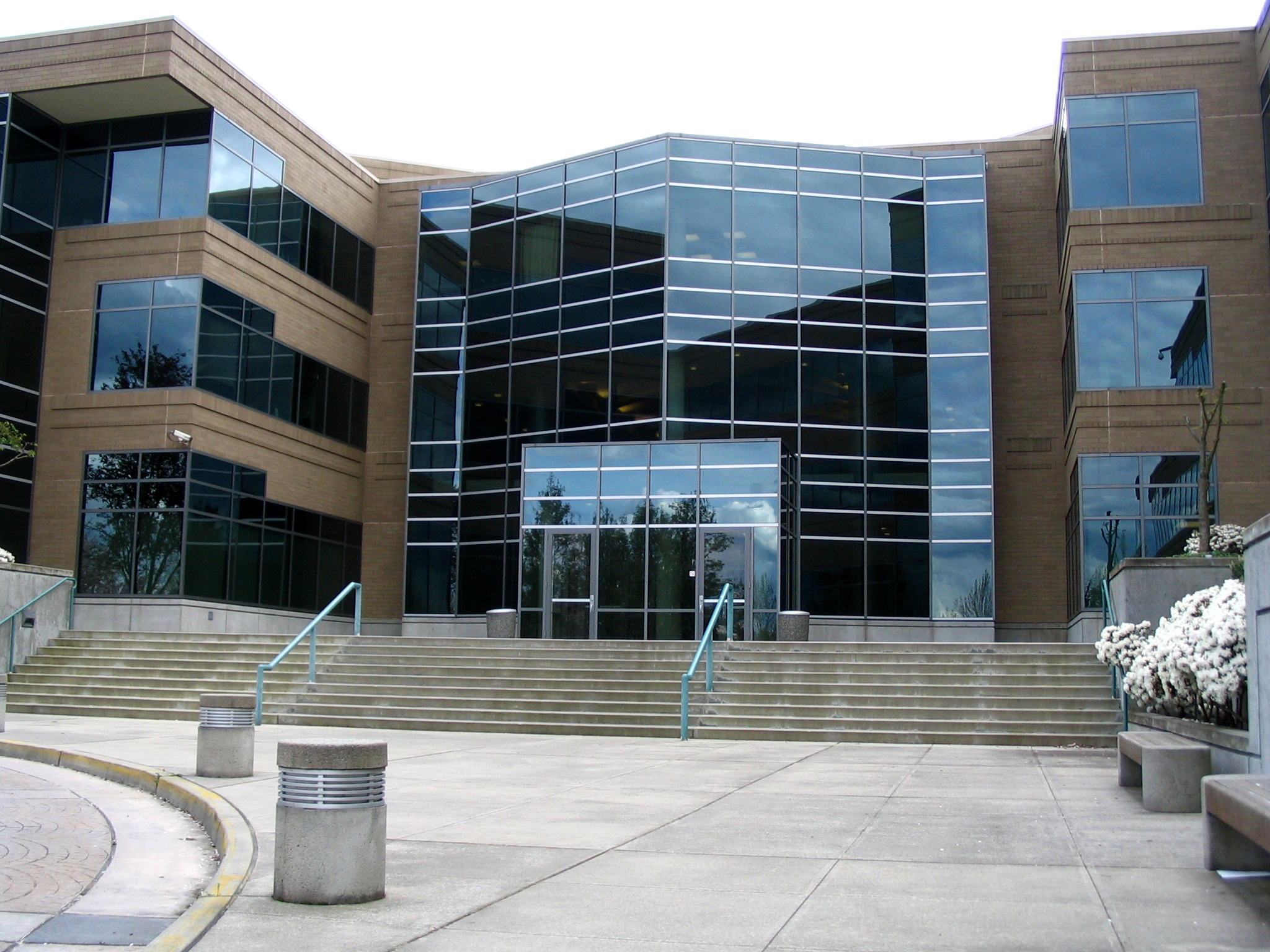
Entrada a l'edifici 17 del campus principal de la companyia de Redmond.

La Divisió de Business s'encarrega en el desenvolupament de la suite d'ofimàtica Microsoft Office. Microsoft Office inclou diversos programes, entre els quals destaquen Word (processador de textos), Access (aplicació per a base de dades), Excel (full de càlcul), Outlook (agenda electrònica), sovint usat amb Exchange Server), PowerPoint (programari de presentació de diapositives) i Publisher (realització de diferents publicacions). A partir de la versió 2003, s'inclouen nous programes com Visio, Project, MapPoint, InfoPath i OneNote. cal destacar que, anterior al desenvolupament d'excel, Microsoft ja comercialitzava un programa de fulls de càlcul anomenat Multiplan per al sistema operatiu CP/M.
La divisió se centra en el desenvolupament d'aplicacions per a gestions empresarials. Va ser creada l'any 2001 després de l'adquisició de l'empresa Great Plains, empresa de programari. Després d'això, Microsoft va adquirir Navision per tenir una entrada similar a Europa. El resultat d'aquesta operació va ser la publicació en 2006 Microsoft Dynamics NAV, programari Planificació de recursos empresarials de planificació de recursos desenvolupat inicialment per Navision, empresa que a més comercialitzava les aplicacions Axapta i Solomon, orientades a mercats similars. Totes aquestes aplicacions es van combinar dins del seu programari ERP.
Dins d'aquesta divisió, es troba la Mac Business Unit (MBU), la divisió de Microsoft encarregada del desenvolupament de programes per a la plataforma Mac US X, per exemple, Office para Mac.

### Divisió Entertainment & Devices

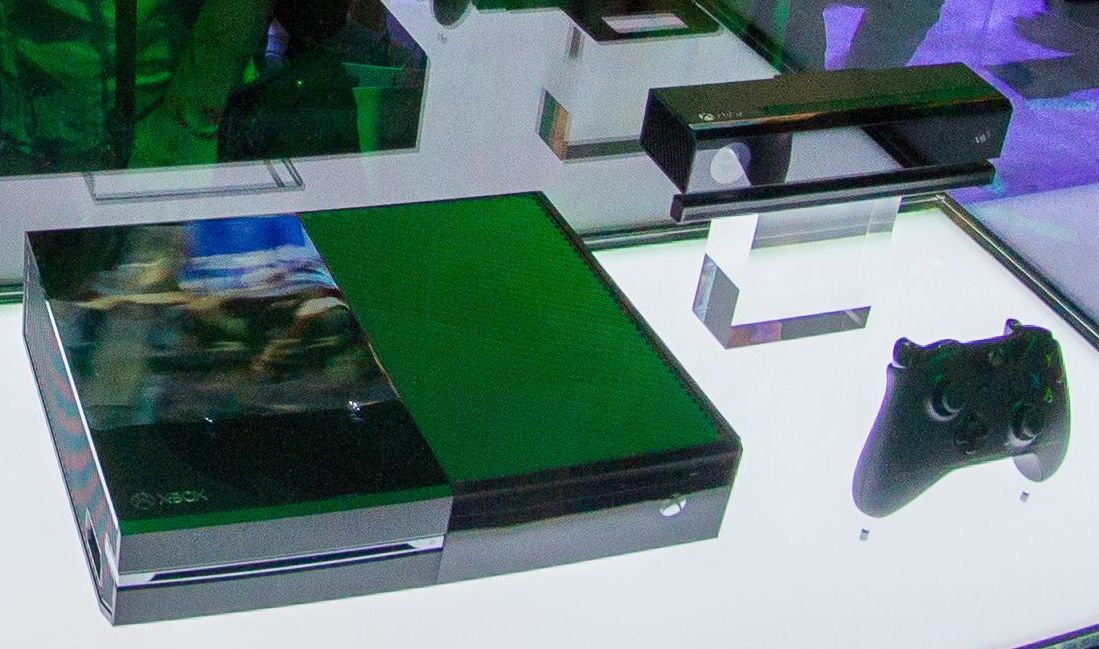
Xbox One

Microsoft ha tractat d'expandir-se en molts altres mercats, amb productes com HoloLens de Windows Holographic i maquinari, tals com a ratolins, teclats, i gamepads, a més de la línia de productes de Xbox.

#### Windows
Microsoft Windows (conegut generalment com a Windows o MS Windows), és el nom d'una família de distribucions de programari per a PC, telèfons intel·ligents, servidors i sistemes encastats, desenvolupats i venuts per Microsoft, i disponibles per a múltiples arquitectures, tals com a x86 i ARM.

#### Xbox
Xbox és una marca de videojocs creada per Microsoft. Inclou una sèrie de consoles de videojocs desenvolupades per Microsoft, amb consoles de sisena a vuitena generació, així com aplicacions (jocs), serveis de streaming i el servei en línia, Xbox Live.

#### Microsoft Studios
La pròpia companyia desenvolupa i publica els seus propis videojocs tant per Xbox com para Windows, amb l'ajut de la seva subsidiària Microsoft Studios. Alguns jocs destacats produïts per Microsoft són Age of Empires, Halo i Microsoft Flight Simulator (simulador de vol).

#### Microsoft Mobile
Microsoft Mobile és una filial de Microsoft, amb seu en Finlàndia, dedicada al disseny i fabricació de telèfons mòbils. Comercialitza la gamma Lumia. Té el seu origen en la compra per part de Microsoft de la divisió de Dispositius i Serveis de Nokia, completada el 25 d'abril de 2014.

## Cultura de negocis

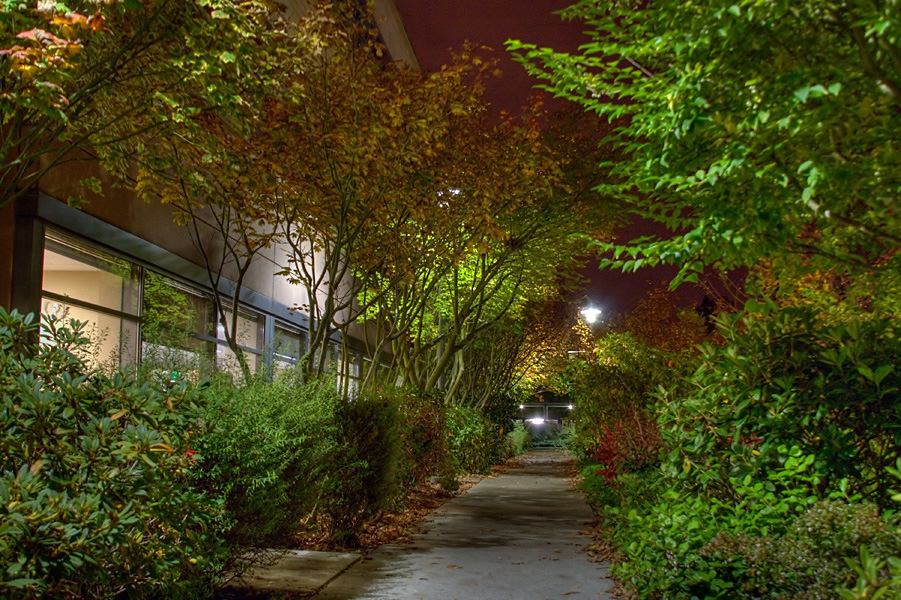
RedWest campus de Microsoft.

Redmond recluta a joves universitaris desenvolupadors de programari i els manté en l'empresa. La presa de decisions es duu a terme per desenvolupadors. Es podria dir que els desenvolupadors de programari en Microsoft són considerats com els "estels" de la companyia, mentre que en altres empreses com en IBM, aquestes són els agents de venda.
Microsoft realitza proves als productes que fabrica en situacions reals. La companyia és també coneguda pel seu procés de contractació, anomenat "Microsoft interview" («entrevista de Microsoft»), aquest procés ha estat imitat per altres companyies. Per diversió, Microsoft acull al Campus de Redmond el trencaclosques de Microsoft, un joc de competició en el qual diversos equips competeixen per resoldre una sèrie de puzles.

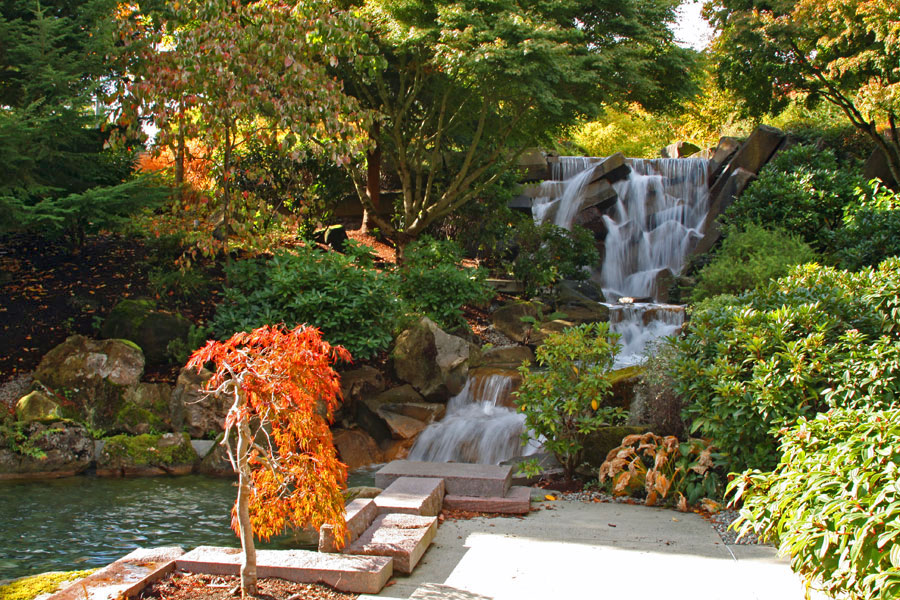
Vista del RedWest campus de Microsoft.

El 2006, els empleats de Microsoft, sense incloure a Bill Gates, van donar a prop de 2.500 milions de dòlars a ONGs, convertint a la companyia en la primera del món en donacions per empleat. En Estats Units, Microsoft iguala les donacions que fetes pels seus empleats, en total, anualment dona prop de 12 mil milions de dòlars. El 2004, Bill Gates va encapçalar la llista dels majors filantrops del món, donant prop de 30 mil milions de dòlars. L'any 2006, Gates i la seva esposa, Melinda Gates, van ser guardonats amb el Premi Príncep d'Astúries a la Cooperació Internacional, el jurat va valorar "l'exemple que representen de generositat davant els mals que asuelan el món".

### Microsoft Press
Microsoft Press és el braç editorial de Microsoft, la publicació de llibres en general s'ocupa de les diferents tecnologies de Microsoft actual. Microsoft Press va presentar per primera vegada els llibres El Llibre d'Apple Macintosh Cary Dl. i reflexions per a l'IBM PC per Peter Norton en 1984 en la Costa Oest Computer Faire. L'editor va ser a alliberar llibres recognoscibles per altres autors com Charles Petzold, Steve McConnell, Mark Russinovich i Jeffrey Richter. Microsoft Press distribueix els seus títols a través de la Safari Books Online i-servei de referència.

## Cultura d'usuari
A Microsoft Developer Network (o MSDN) es troben disponibles referències tècniques per a desenvolupadors i articles de diverses revistes de Microsoft com Microsoft Systems Journal. MSDN a més permet la subscripció per a usuaris i companyies. Existeixen a més subscripcions més cares que ofereixen accés a versions beta abans de la seva publicació. En anys recents, Microsoft va llançar un lloc web per a la comunitat de desenvolupadors i usuaris anomenat Channel9, amb eines modernes com un fòrum i una wiki. Una altra web que proporciona diàriament videos i altres serveis, On10.net, va ser publicada el 3 de març de 2006.
La major part del suport tècnic que ofereix Microsoft es fa a través de grups de notícies de Usenet. Existeixen diversos grups de notícies per a cada producte de l'empresa, i sovint estan supervisats per empleats de la companyia. Els usuaris que col·laboren i ajuden poden ser triades per altres usuaris o empleats de Microsoft perquè se'ls concedeixi l'estatus de Microsoft Most Valuable Professional (MVP), aquests usuaris tenen a més possibilitats de guanyar premis o altres beneficis.

## Campus de Redmond

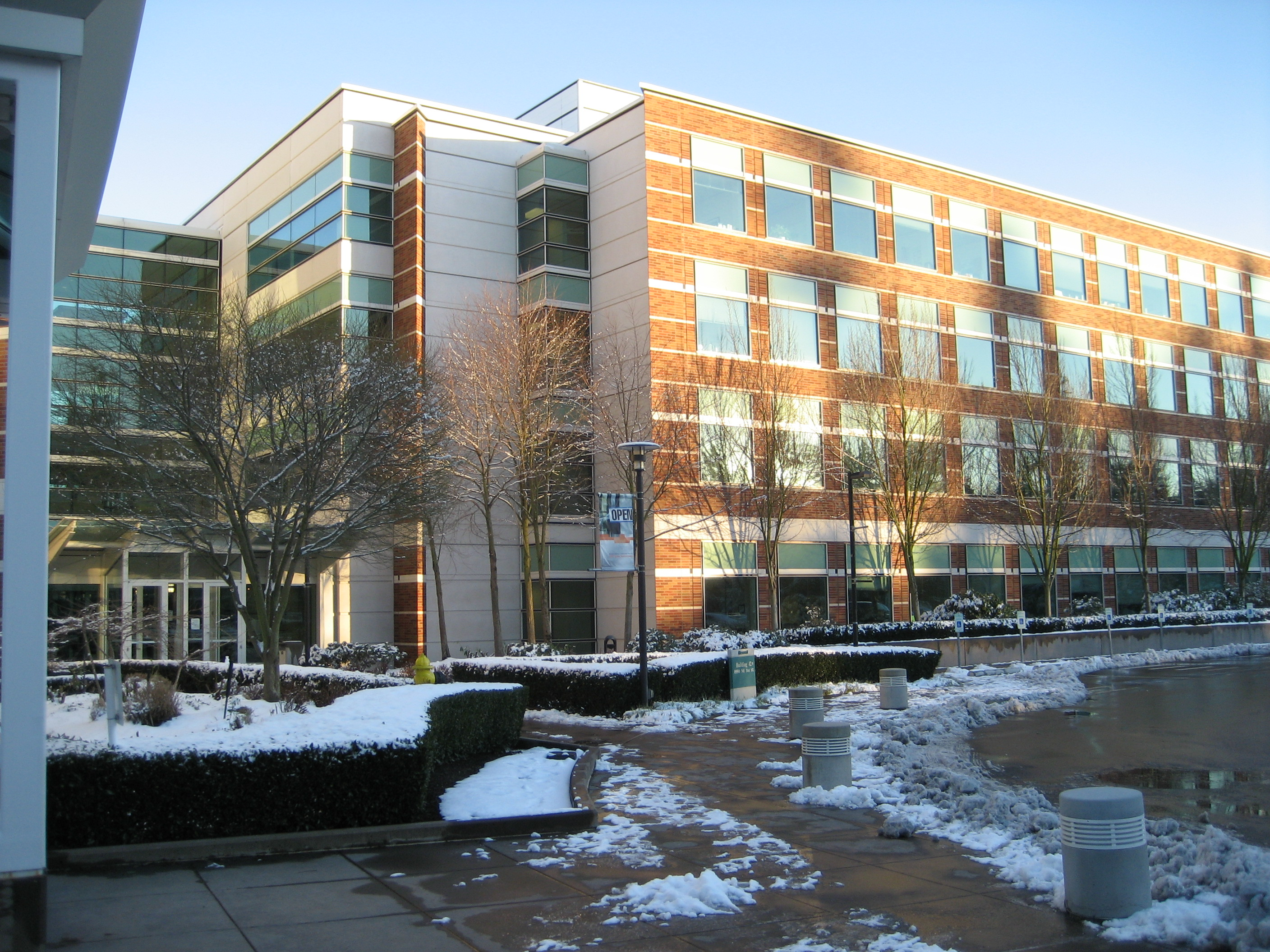
Campus de Redmond de Microsoft

La seu principal de Microsoft es troba a la ciutat de Redmond, a 21 quilòmetres de Seattle. S'hi troba el Campus de Redmond de Microsoft, un complex de més de 80 edificis on es troben els seus treballadors, entre els quals es troben, al costat de programadors; empleats de neteja, jardiners i cuiners, entre d'altres. El Campus compta amb oficines, habitatges, un museu, un passeig commemoratiu de cada producte llançat per l'empresa i un llac anomenat "Bill" en honor de Gates. En total en aquestes instal·lacions viuen prop de 45.000 persones.
La vida al Campus es regeix per unes normes estrictes, com la prohibició de fumar dins de l'edifici i a menys de deu metres de l'entrada i quant a la distribució dels despatxos, els despatxos que estiguin prop de la finestra són reservats per als treballadors amb més experiència, els interiors queden pels quals tinguin menys experiència. També es permet als treballadors personalitzar les seves habitacions però es prohibeix pintar les parets, ja que són freqüents els trasllats d'habitacions.

## Assumptes corporatius

### Estructura corporativa
L'empresa és dirigida per un Consell d'administració compost per deu persones, la majoria d'elles no guarda relació directa amb ella. Els actuals membres de la junta directiva són: Steve Ballmer, James Cash, Dina Dublon, Bill Gates, Raymond Gilmartin, Reed Hastings, David Marquardt, Charles Noski, Helmut Panke, i Jon Shirley. Els deu membres de la junta directiva són triats cada any en la junta de accionistas, i els que no obtenen una majoria de vots ha de presentar una renúncia al Consell, que posteriorment ha de triar si accepta o no la dimissió. Hi ha cinc comissions dins de la junta que supervisen qüestions més específiques. Aquests comitès inclouen el Comitè d'Auditoria, que s'ocupa de les qüestions de la comptabilitat amb l'empresa inclosa l'auditoria i presentació d'informes, la Comissió de Compensació, que aprova la compensació rebuda pel president i els empleats de l'empresa, el Comitè de Finances, que s'ocupa dels assumptes financers, com proposar les fusions i adquisicions, El Comitè de Nomenaments i Gobernanza, que s'ocupa de diverses qüestions de les empresa, en particular el nomenament de la junta directiva i el Comitè de Compliment Antimonopoli, que tracta d'impedir les pràctiques de la companyia de violar les lleis antimonopoli.

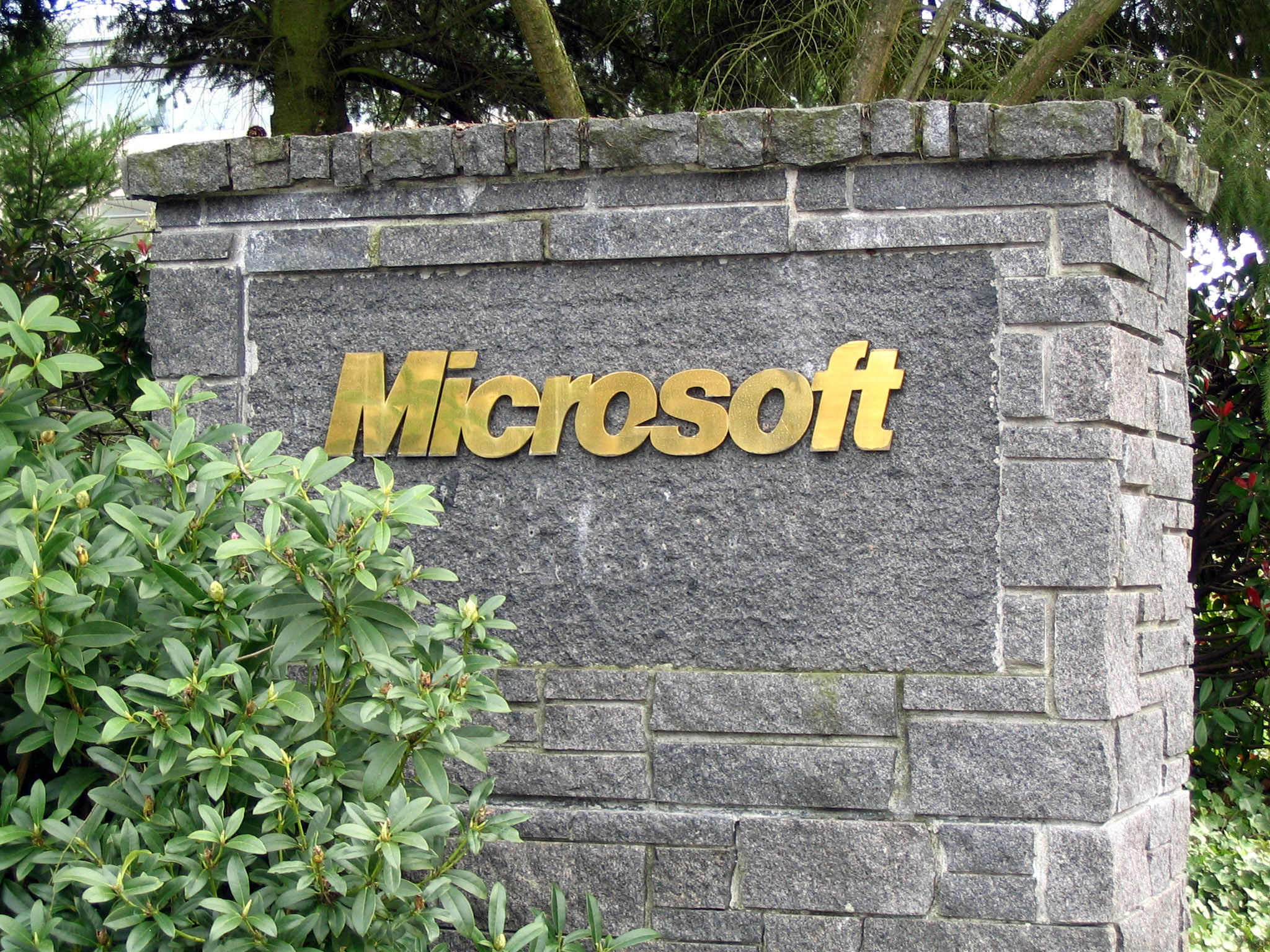
Logotip de Microsoft a l'entrada del Campus de Redmond.

Existeixen altres aspectes en l'estructura organitzativa de Microsoft. Per a assumptes globals existeix l'equip executiu, compost per setze funcionaris de l'empresa a tot el món, que s'encarreguen de diverses funcions. A més de l'equip executiu està també el Consell de Personal Corporatiu, que s'ocupa de totes les funcions claus del personal de l'empresa, incloent l'aprovació de les polítiques corporatives. Altres executius són el Presidents i Vicepresidents de les diferents divisions de productes, els dirigents de la secció de màrqueting, i el Gerent d'Informàtica, entre d'altres.

### Accions
Quan la companyia va llançar el 13 de març de 1986 el seu Oferta Pública de Venda, el preu de les accions va ser de 21 dòlars per acció. Al tancament del primer dia, les accions havien tancat en 28 dòlars. El tancament inicial i subsegüent augment en els anys següents va convertir en milionaris a diversos dels seus empleats que posseïen accions de l'empresa. El preu de les accions va arribar al seu màxim el 1999, amb un valor entorn dels 119 dòlars per acció. L'empresa no obstant això va deixar d'oferir dividends fins a l'any 2003. A partir d'aquest any, el valor de les accions ha anat caient fins a situar-se en 25,90 dòlars (novembre de 2010).

### Diversitat
Microsoft ha rebut diversos reconeixements per les seves polítiques contra la discriminació per orientació sexual, l'any 2001, l'agrupació Los Angeles Gay & Lesbian Center va guardonar a Microsoft amb el premi Corporate Vision Award, que és atorgat anualment a la persona o organització que destaqui en el seu suport als homosexuals.
Microsoft va introduir en les seves polítiques contra la discriminació la llibertat de gènere i condicións a l'abril de 2005. Experimentant un augment en la seva qualificació des del 86% en 2004 fins al 100% en 2005.
En el mateix informe de l'any 2006, Microsoft va aconseguir per segon any consecutiu la qualificació de 100.
A l'abril de 2005, Microsoft va rebre crítiques per retirar el suport a Washington del projecte de llei HB 1515, que ampliava les lleis contra la discriminació a les persones per la seva orientació sexual. Microsoft va ser acusat de cedir a les pressions locals del pastor evangèlic Ken Hutcherson, que es va reunir amb un alt executiu de l'empresa amenaçant-li amb boicotejar els productes de la companyia. Microsoft va revelar que estava pagant a l'evangèlic conservador Ralph Reed de la companyia Century Strategies 20000 dòlars al mes. Més de 2000 empleats van signar una petició demanant a Microsoft el restabliment del suport al projecte de llei. Sota aquestes dures crítiques des de dins i fora de Microsoft, es va decidir donar suport al projecte de llei de nou al maig de 2005.
Microsoft contracta a treballadors tant estrangers com a nacionals, i es declara en contra de les limitacions sobre els visats H1B; que permeten a les empreses dels Estats Units contractar treballadors estrangers. Bill Gates denuncia que les limitacions al visat H1B fan difícil contractar empleats per a la companyia.

### Logotips i eslògans
El 1982, Microsoft va estrenar logotip, anomenat "Bibblet", que es caracteritzava per tenir una lletra "O" extravagant.
El 1987, Microsoft va adoptar el seu anterior logotip, cridat el "Pacman Logo" i dissenyat per Scott Baker. A aquest logotip se li va afegir, des de l'any 1992 fins al 2002, l'eslògan "Where do you want to go today?" (Fins a on vols arribar avui?). Ja l'any 2005, s'ha afegit l'eslògan "Your potential, our passion" ("El teu potencial, la nostra passió"), al logotip de la companyia.

Logotip usat des de 2012

El 23 d'agost de 2012, Microsoft va revelar el seu nou logotip que consisteix en 4 quadrats de colors vermell, verd, blau i groc; fent al·lusió a l'anterior logo de Windows i alhora a la nova interfície que es ve aplicant als seus productes. Al seu costat, la paraula Microsoft en tipus de lletra Segoe UI.

## Crítiques
Des dels anys 1980, Microsoft ha estat objecte de molta controvèrsia a la indústria informàtica. La majoria de crítiques han estat per a la seva tàctica de negoci, sovint descrita amb el lema "abraçar, estendre i extingir". Microsoft inicialment abraça una norma o producte de la competència, llavors l'estén per produir la seva pròpia versió incompatible del programari o norma, que amb el temps extingeix la competència, ja que no pot utilitzar la nova versió. Aquests i altres tàctiques l'han portat a diversos litigis contra amb empreses i governs.

 Microsoft ha estat anomenat fent un "botiga de dolços de vellut" en referència a les al·legacions de l'empresa per portar els seus empleats al punt on podria ser dolent per a la seva salut. El primer cop que es va utilitzar l'expressió "botiga de dolços de vellut" amb referència a Microsoft va ser en un article del Seattle Times el 1989, i més tard va ser utilitzat per alguns empleats de Microsoft per descriure a la mateixa companyia.

Els defensors del programari lliure senyalen la incorporació de la companyia a l'Aliança de la Plataforma d'Informàtica de Confiança (TCPA) com a preocupant. Un grup d'empreses que procuren implementar una iniciativa anomenada Informàtica de Confiança (que promet augmentar la seguretat i intimitat a l'ordinador d'un usuari), la TCPA és crítica per ser un mitjà que permet als desenvolupadors de programari reforçar qualsevol classe de restricció que desitgin sobre el seu programari.
| «                                                            | Les grans empreses mediàtiques (incloses les productores de cinema i les discogràfiques), juntament amb empreses d'informàtica com ara Microsoft i Intel, pretenen que els ordinadors els obeeixin a ells i no a l'usuari. | » |
| — Richard Stallman, fundador de la Free Software Foundation. | |   |

Els defensors del programari lliure també mostren les seves reticències amb la promoció de Microsoft de la Gestió de Drets Digitals (DRM) i les comparacions sobre el cost total de propietat (TCO) amb la seva campanya "Tingueu els fets". Els que proposen GNU/Linux van mostrar el seu propi estudi, que contradiu una de les afirmacions de Microsoft, i mostra que Linux té uns costes de gestió més baixos que el servidor de Microsoft.
Un altre estudi del Yankee Group defensa que actualitzar des d'una versió del servidor de Windows a una altra té uns costos menors que canviar del servidor de Windows a Linux.
Caçadors de forats, com Juan Carlos García Cuartango reprotxen a l'empresa la seva prepotència vers persones benintencionades exteriors de l'empresa (els anomenats «furoners a baret blanc»), que descobreixen i informen sobre febleses i forats al programari.